# Β-Helix

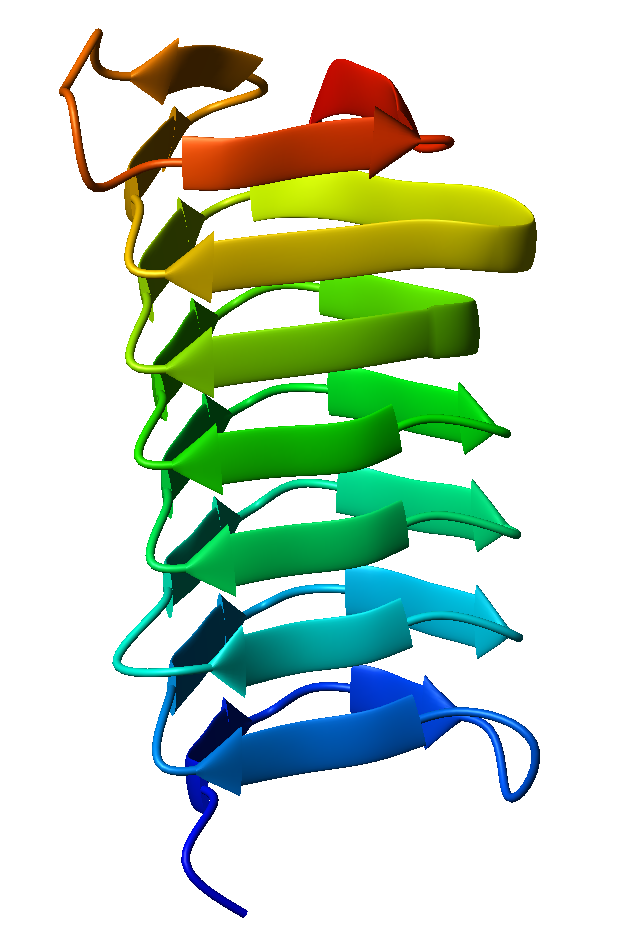
Frostschutzprotein aus Choristoneura fumiferana

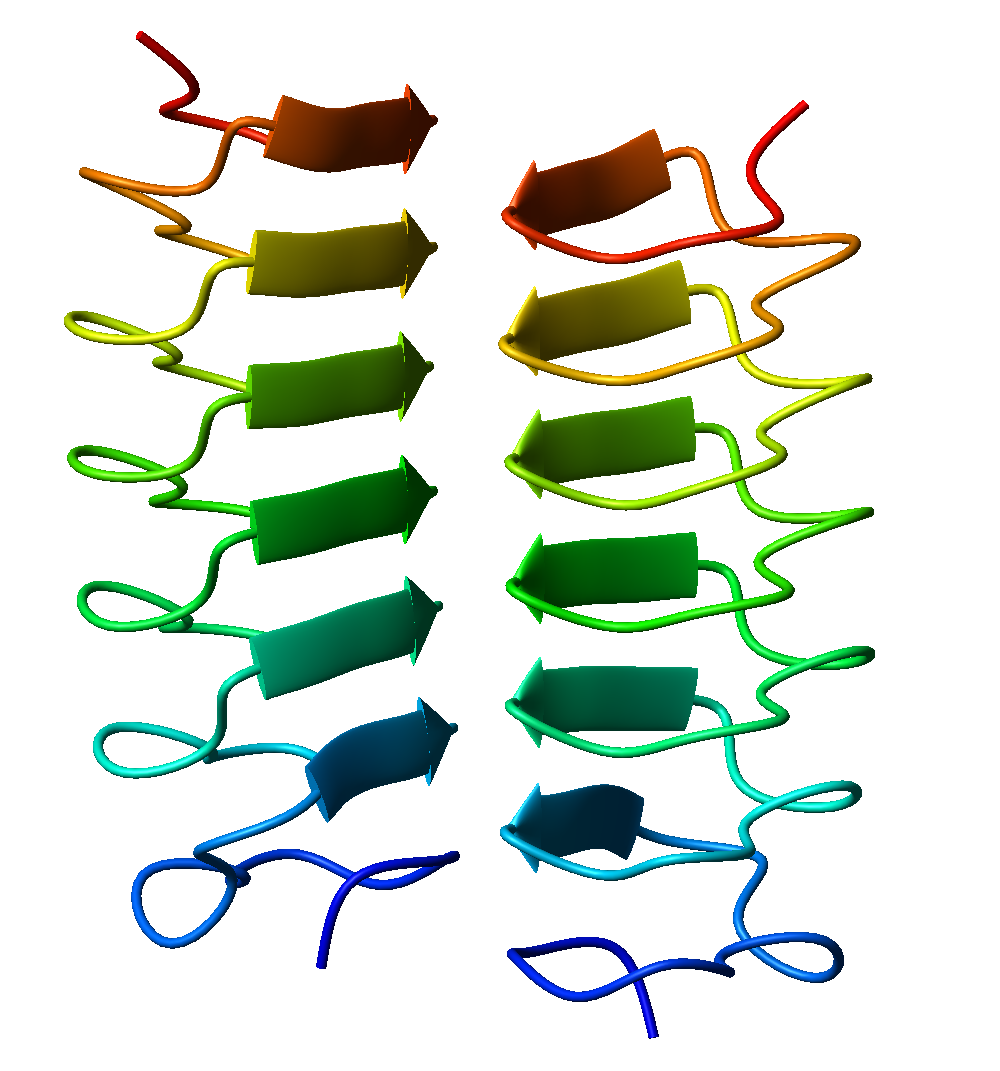
Frostschutzprotein aus Tenebrio molitor

Die β-Helix ist eine Sekundärstruktur von Proteinen.

## Eigenschaften
Eine β-Helix besteht als Proteinstruktur aus mehreren parallelen β-Strängen in helikaler Anordnung. Die β-Helix hat dabei zwei, drei oder vier Außenflächen. Proteine mit Pentapeptide Repeat besitzen vier Außenflächen. Aufgrund der wiederholten β-Stränge ist die Aminosäuresequenz oftmals repetitiv. Die β-Helix wird durch Wasserstoffbrücken zwischen den β-Strängen, teilweise auch durch ionische Bindungen und Protein-Protein-Interaktionen stabilisiert. Beispiele für Proteine mit rechtsgängigen β-Helices sind die Pektat-Lyase aus Aspergillus niger, das tailspike protein des Bakteriophagen P22, die Rhamnogalacturonase A aus Aspergillus aculeatus und ein Frostschutzprotein aus Tenebrio molitor. Beispiele für Proteine mit linksgängigen β-Helices sind ein Frostschutzprotein aus Choristoneura fumiferana, die UDP-N-Acetylglucosamin-Acyltransferase und eine archaeische Carboanhydrase. Bei manchen ist für eine korrekte Faltung ein Chaperon notwendig, von dem bisher zwei Typen beschrieben wurden. Die β-Stränge einer β-Helix sind relativ kurz und gerade, die β-Faltblätter haben daher nicht die übliche rechtshändige Krümmung. Im Ramachandran-Plot liegen die Peptidbindungen in einem engeren Bereich als übliche β-Faltblätter.

### β-Helices in Amyloidosen

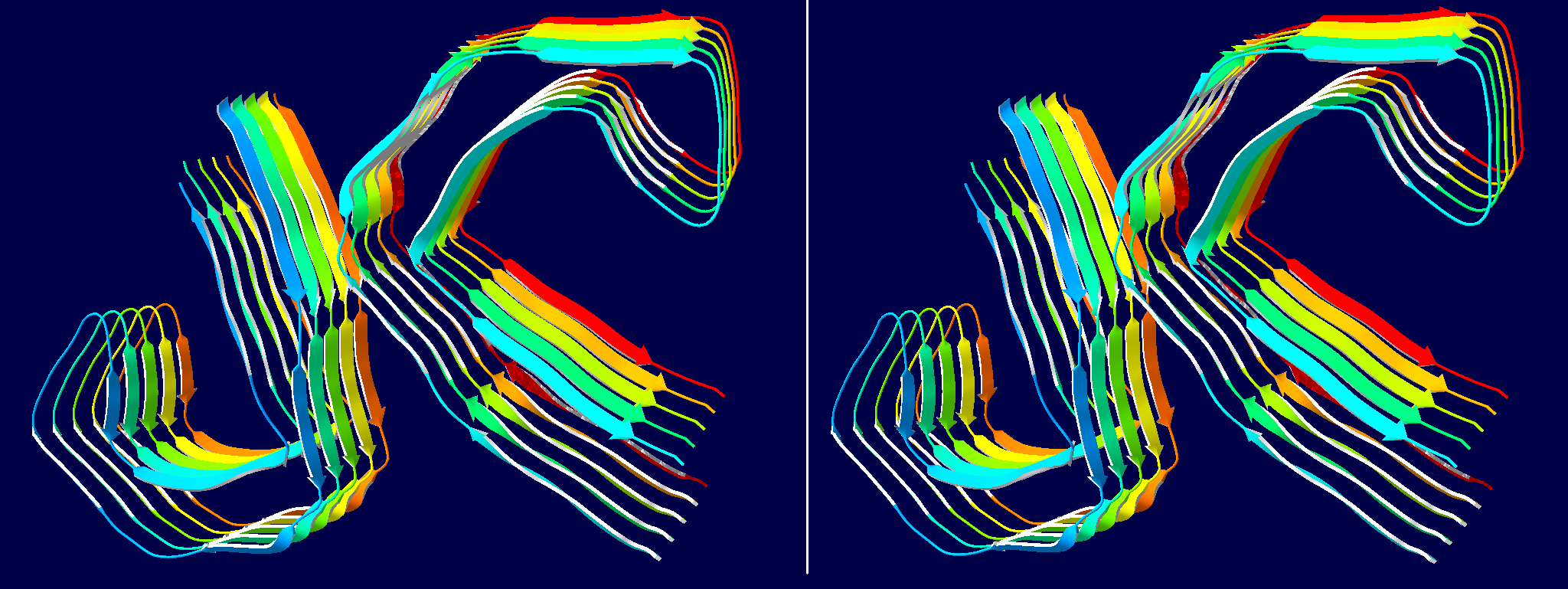
β-Helix des tau-Proteins aus den neurofibrillären Bündeln eines Alzheimer-Patienten (PDB-code 5o3t).

β-Helices entstehen durch Umfaltung aus anderen Proteinstrukturen bei einer Reihe von Protein-Faltungskrankheiten, den Amyloidosen. Hierzu gehören im Zentralnervensystem die Alzheimer-Krankheit (tau-Protein und amyloid precursor protein APP), die Parkinson-Krankheit (Synuclein),  und Chorea Huntington (Huntingtin) sowie die Prion-Krankheiten. Außerhalb des ZNS findet sich Amyloid etwa bei den Ostertag-Amyloidosen (Lysozym, Apolipoprotein A1, Fibrinogen A oder Transthyretin).  Bence Jones-Protein ist Immunglobulin leichte Kette, das bei monoklonalen Erkrankungen von Plasmazellen entsteht und dessen Präzipitation Nierenversagen verursacht. Amylin-Überproduktion und Fällung als Amyloid zerstört die β-Zellen des Pankreas und verursacht die sekundäre Insulin-Abhängigkeit bei Patienten mit Diabetes II. In Dialyse-Patienten kann es zur β-Mikroglobulin Amyloidose kommen, wenn das Protein nicht mit speziellen Membranen entfernt wird.  